# Porte de la Blanquerie
La porte de la Blanquerie est un vestige des anciens remparts de Montpellier, dans l'Hérault, situé au croisement de la rue de l'université et du boulevard Louis Blanc. Elle est aussi appelée Vieille porte.

## Historique
La porte de la Blanquerie est un élément des vingt-cinq tours de l'enceinte fortifiée qui protégeait la ville de Montpellier à la fin du XIIe siècle, début du XIIIe siècle. Elle en reste un des derniers vestiges avec la tour de la Babote, la Porte du Pila Saint Gély et la  Tour des Pins.
La porte est inscrite au titre des monuments historiques en 1938.